# Wageningen Food Safety Research

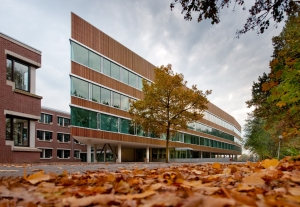
RIKILT-gebouw in Wageningen (2009), hoofdkantoor van WFSR

Wageningen Food Safety Research (WFSR) is een Nederlands instituut voor onderzoek in verband met de veiligheid van voedsel. Het is onderdeel van Wageningen University & Research, een universiteit en onderzoeksorganisatie te Wageningen.

## Geschiedenis
Op initiatief van minister Schouten van Landbouw, verwoord in een kamerbrief    van 7 juni 2018, is het instituut ontstaan in 2019 door samenvoeging van RIKILT (Wageningen University & Research) en het Laboratorium voor Voeder- en Voedselveiligheid van de Nederlandse Voedsel- en Warenautoriteit (NVWA). Een belangrijke reden voor de fusie was het realiseren van één organisatie ter ondersteuning van de NVWA en de ministeries van Landbouw, Natuur en Voedselkwaliteit (LNV) en Volksgezondheid, Welzijn en Sport (VWS) bij incidenten en crises op het terrein van voeder- en voedselveiligheid en voedselfraude.

## Taken en activiteiten
WFSR is een kennisinstelling voor voedsel- en voederveiligheid. Het instituut verleent bij calamiteiten laboratoriumondersteuning aan de NVWA en de betreffende ministeries. Het doet ook onderzoek bij milieu-incidenten en (voedsel)vergiftigingen. Daarnaast functioneert WFSR als nationaal en Europees referentielaboratorium.